# Smart mince
Smart mince jsou mince s vysokou investiční a sběratelskou hodnotou. Od roku 2011 je vydává Česká mincovna v Jablonci nad Nisou. Smart mince jsou plnohodnotnými platidly, které Česká mincovna razí v licenci novozélandské mincovny.
Nominální hodnota těchto mincí se pohybuje v rozmezí od 50 do 10 tisíc novozélandských dolarů.
Smart mince jsou osvobozené od DPH. Pro svoji vysokou uměleckou a sběratelskou hodnotu jsou velmi atraktivní investicí. Jejich autory jsou renomovaní čeští umělci a většinou jejich zpracování připomíná významná výročí událostí nebo osobností.
V emisním plánu pro rok 2017 přejmenovala Česká mincovna smart mince na "pamětní mince České mincovny" a "investiční medaile České mincovny". Na averzní straně se objevují dolary Nového Zélandu a nové také mince států Fidži a Tuvalu.